# Benzyna (obraz Edwarda Hoppera)
Benzyna (ang. Gas) – obraz olejny namalowany przez amerykańskiego malarza Edwarda Hoppera w 1940 roku, znajdujący się w zbiorach Museum of Modern Art w Nowym Jorku.

## Tło powstania
Hopper jest oszczędny w słowach, co lepiej oddaje wpływ benzyny na codzienność Ameryki doby II wojny światowej, niż czyniłby to tytuł Stacja paliw czy Pracownik przy dystrybutorach benzyny. Artysta wykonał aż jedenaście próbnych szkiców, z których sześć znajduje się w kolekcji Whitney Museum of American Art w Nowym Jorku. Malarz (co wiadomo z korespondencji prywatnej) długo i bezskutecznie szukał odpowiedniej stacji paliw dla przedstawienia jej na obrazie. Przygotował jednak szkice charakterystycznych amerykańskich dystrybutorów. Pracę nad tym płótnem rozpoczął we wrześniu 1940 roku.

## Interpretacja
Obraz przedstawia styk dwóch światów: natury i cywilizacji. Sztuczne światło bijące z wnętrza budki benzyniarza symbolizuje prawdę. Temat obrazu jest zwyczajny, jak wszystkie u Hoppera: pojedyncza osoba, melancholijne otoczenie, pusta droga i tajemnicza gęstwina. Cywilizacja w swoich nienaturalnych barwach kontrastuje z melancholijnymi barwami natury. Cywilizacja, reprezentowana przez dystrybutory i symbol stacji – jarzy się, natura koi.